# 데니스 프라트
데니스 프라트(Dennis Praet, 1994년 5월 14일 ~ )는 벨기에의 축구 선수이다. 현재 로열 앤트워프에서 뛰고 있다.